# Vaudeville (theatervorm)

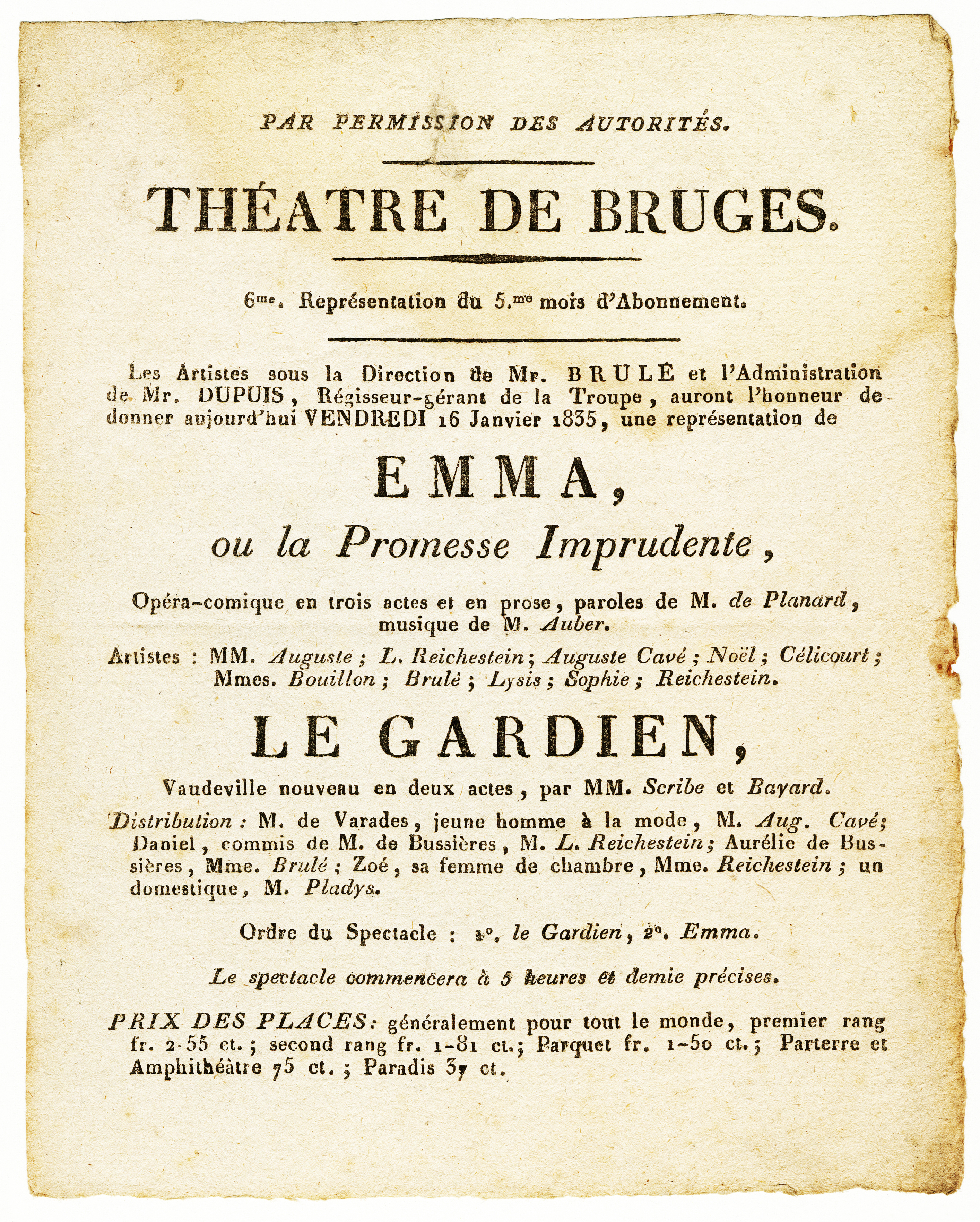
Folder voor de vertoning van de opera Emma ou La Promesse imprudente van Daniel-François-Esprit Auber en van het vaudevillestuk Le Gardien van Eugène Scribe en Jean-François Bayard in de stadsschouwburg van Brugge op vrijdag 16 januari 1835

Vaudeville is een populair muziektheater met liederen dat ontstond op basis van het Franse improvisatietoneel. Het is een theatervorm die lijkt op wat in Nederland en België wordt verstaan onder variété en het kan daarom worden beschouwd als de voorloper van het hedendaagse cabaret en stand-upcomedy.

## Frankrijk
De Fransman, slim geboren, creëerde Vaudeville, citaat van Nicolas Boileau, Frans historicus (1635 - 1711).

### Oorsprong en ontwikkeling tot 1793
Rond 1650 treffen we de eerste verwijzingen aan in de literatuur, de oorsprong ligt echter verder terug in de tijd bij Olivier Basselin (1403-1470).
De voller Olivier Basselin, die voor de bedenker van dit soort poëzie wordt gehouden, vermaakte zijn landgenoten al in de vijftiende eeuw met zijn grappige en satirische liedjes.
De Normandiërs hadden zo'n plezier in deze spirituele en boosaardige liedjes dat ze in processies zich zelfs niet konden inhouden om tijdens de adempauze van de geestelijke wat 
refreinen te zingen. De liedjes verspreidden zich snel via barden en troubadours.
Aan het begin van de 19e eeuw schreef François-Joseph-Michel Noël: We noemen  een Vaudeville ook een kleine komedie waarvan de dialoog is doorspekt met vaudevilles. 
Charles-François Panard (1689-1765) probeerde een aantal liedjes in een kader te verzamelen die hij verbond met een ongecompliceerde intrige, deze dramatische stukken gaf hij de naam vaudevilles, die werden voorzien van eenvoudige en gemakkelijk te onthouden melodieën. De verzen en de melodieën van deze komedies bevielen zo goed dat ze zich vanuit het theater snel verspreidden..
Er waren ook veel invloeden van Italiaanse acteurs die optredens verzorgden in Parijs, eerst geheel in het Italiaans en later in het Italiaans en Frans. Rond 1780 experimenteren twee acteurs Pierre-Antoine-Augustin de Piis en Pierre-Yves Barré met nieuwe vormen voor opera door vaudevilles te introduceren. Beide heren startten in 1792 het eerste Vaudevilletheater (Théâtre du Vaudeville).

### 1792-1920
Nadat de vaudeville was omarmd door de theaters, veranderde het woord van betekenis. Het duidde voortaan vooral op lichtvoetige populaire komedies, waarin meestal chaotische en ingewikkelde relaties een rol speelden.
Gedurende het eerste keizerrijk en de restauratie (1804 - 1830) waren politiek geladen uitingen verboden, vooral historische personages, die in allerlei komische situaties belanden, waren het onderwerp.
Nog op 22 oktober 1831 werd de uitvoering van het aangekondigde stuk Procès d'un maréchal de France verboden, na veel strubbelingen en militair ingrijpen van de infanterie werd het stuk vervangen door een ander.
De voorstellingen bestonden in het algemeen uit een tot vijf aktes en waren een afwisseling van soms gezongen dialogen, zang, toneel en dans met muzikale begeleiding van klein orkest of ensembles.
Later werden de dialogen niet meer gezongen maar op ritmische wijze gedeclameerd. Na 1850 nam de populariteit van het genre af ten gunste van de komedie en aan het einde van de eeuw werd het verdrongen door de voorstellingen in de Boulevardtheaters.

### Artiesten
- Régine Blondeau, Poule aux d'oefs d'or, 1872, l'Oncle Sam 1873;
- Julia Bartet, o.a. in l'Arlésienne, le Péché Véniel, le Plutus en l'Oncle Sam 1873;
- Léontine Massin, o.a. in Seraphine en Suzanne ook trad ze gedurende het Beleg van Parijs (1870-1871) elke avond op in de zaal van het Gymnase waar het theater na de brand tijdelijk onderdak had gevonden;
- Laurence Gérard;
- Jeanne Bernhardt (zuster van Sarah Bernhardt);
- Hortense Neveu, Cache Cache, 1873;
- Cécile de Gournay, artieste van adellijke huize;
- Régine Blondeau;
- Isabelle Persoon, van Russische origine o.a. in Ange Bosani en Uncle Sam;
- Réjane, Madame Sans-Gêne (hertogin van Danzig), 1792;[3]

## Nederland
Ook in Nederland was de vaudeville ongekend populair, in de dagbladen en met name in de staatscourant staan in de periode 1800-1920 aankondigingen van duizenden voorstellingen.
Onder andere in de grote theaters zoals Théâtre Français sur l'Erwtemarkt, Théâtre Royal de La Haye, Théâtre d'Utrecht, Rotterdamse Schouwburg' en
later ook in allerlei kleinere zalen zoals Cinema Parisienne in Eindhoven, Rembrandt theater en LiLaLo in Amsterdam of bijvoorbeeld collegie Borger te Hardegarijp
en niet te vergeten in zalen in de koloniën in Indonesië en Suriname.
Na 1920 werd het genre vooral gebruikt in radioprogramma's zoals: Avro, Vaudeville orkest, maar vooral de buitenlandse zenders zoals het populaire  Daventry (BBC) waarvan de programmering in de Nederlands dagbladen te vinden was brachten vrijwel dagelijks vaudeville(muziek).

dagbladen 1800 -1920
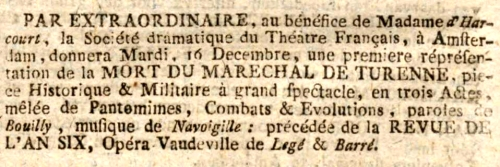
Amsterdamse courant 11-12-1800
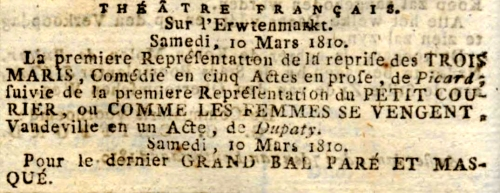
Amsterdamse courant 10-03-1810
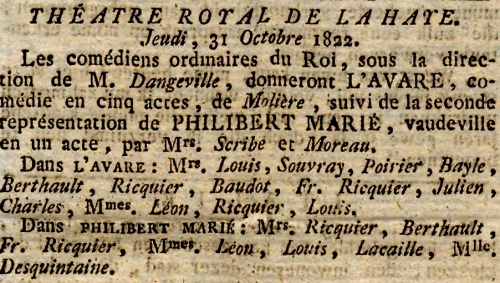
's Gravenhaagsche courant 30-10-1822
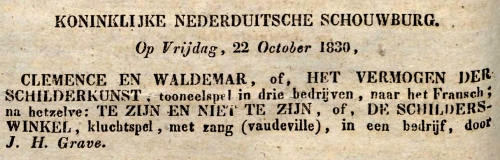
Nederlandsche staatscourant 22-10-1830
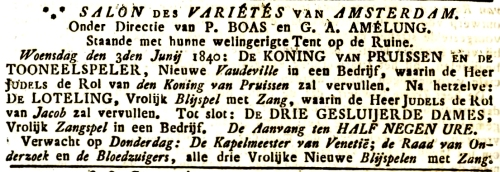
Leydse courant 03-06-1840
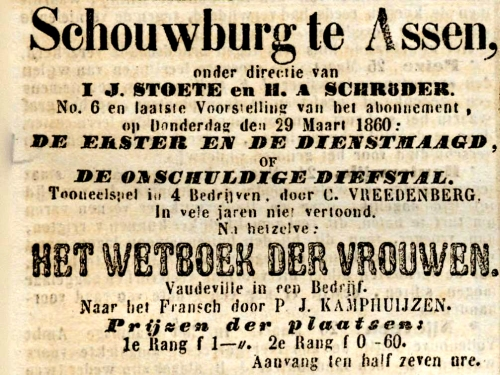
Provinciale Drentsche en Asser courant 27-03-1860
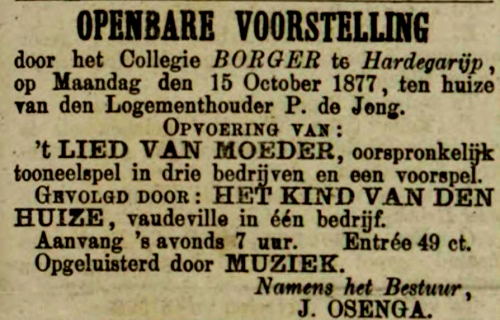
Leeuwarder courant 12-10-1877
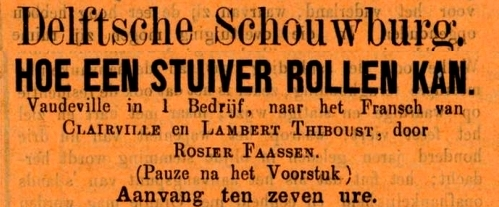
Delftsche courant 03-04-1872
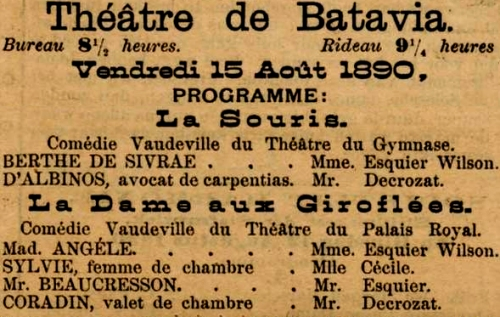
Java-bode 17-08-1890
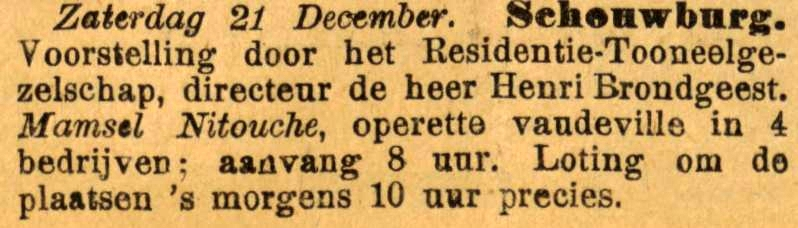
Provinciale Geldersche en Nijmeegsche courant 19-12-1907

## Rusland
In de eerste helft van de negentiende eeuw was vaudeville net als in de meeste Europese landen enorm populair in de Russische theaters. De theaters van de beide hoofdsteden Moskou en Sint-Petersburg verzorgden elk jaar twee- tot driehonderd nieuwe producties.
Door de scherpe scheiding tussen de klassen waren de meningen sterk verdeeld, de aristocratie keurde deze vorm ten zeerste af maar het volk voor wie deze stukken geschreven werden aanbad ze. De schrijver Nikolaj Gogol heeft zich zijn hele leven beijverd om, beïnvloed door het nationalisme, de vaudeville zoveel mogelijk negatief te bekritiseren. Hij maakt het genre belachelijk en omschreef het als on-Russisch. Toch maakten de vaudevilles evenzoveel deel uit van het het dagelijkse leven in de Russische steden als het politieke nieuws, de literatuur en de premières in de keizerlijke theaters.
Waren het in de begintijd matige uit het Frans vertaalde stukken, al snel werden er echter authentiek Russische stukken geproduceerd − onder anderen door Michail Sjtsjepkin, Pjotr Karatigin, Varvara Asenkova en Vasili Zjivokini. De origine van 40% van de vaudevilles was Frans, 30% Duits en anders en 30% Russisch, de censuur van de tsaar moedigde de Russische authenticiteit in artistieke uitingen sterk aan. Vooral de napoleontische oorlogen versterkten de wil tot het schrijven van Russisch nationalistische stukken.
De ontwikkeling van de inhoud en vorm hield gelijkmatig tred met de ontwikkeling van de politieke, sociale en culturele omstandigheden gedurende de regeringen van tsaar Alexander en Nicolaas I. Het genre, hoewel bekritiseerd, werd aangemoedigd met het idee dat vermaak de aandacht van het volk zou afleiden van allerlei politieke en andere problemen in de samenleving. De teksten behandelden meestal bekende verhalen maar door allerlei dubbelzinnige aanwijzingen verkregen zij een speciale lading. Het spel werd ondersteund door muziek en zang.
Ten tijde van Nicolaas I vormde de instelling van een geheime dienst die de censuur uitoefende en de Franse revolutie in 1830 en de daaruit voortvloeiende veranderingen in Europa de belangrijkste oorzaken van de veranderingen van de Russische vaudeville. De vaudeville hield zich afzijdig van kritiek op het systeem en moedigde goede deugden en trouw aan de tsaar en vaderland aan. Zo was in 1833 bij de première in het Alexandrinskitheater van Petersburg van De Almachtige hand heeft het Vaderland gered (Nestor Kukolnik) Nicolaas I met zijn gehele gevolg aanwezig. De tsaar was opgetogen. De schrijver Nikolai Polevoi die een ongunstige recensie publiceerde werd gearresteerd door de geheime dienst, moest zijn recensie herroepen en werd veroordeeld tot verbanning. 
Na de tweede helft van de negentiende eeuw veranderde de Russische vaudeville inhoudelijk praktisch niet meer en in de theaters werd deze vaak vervangen door de operette.

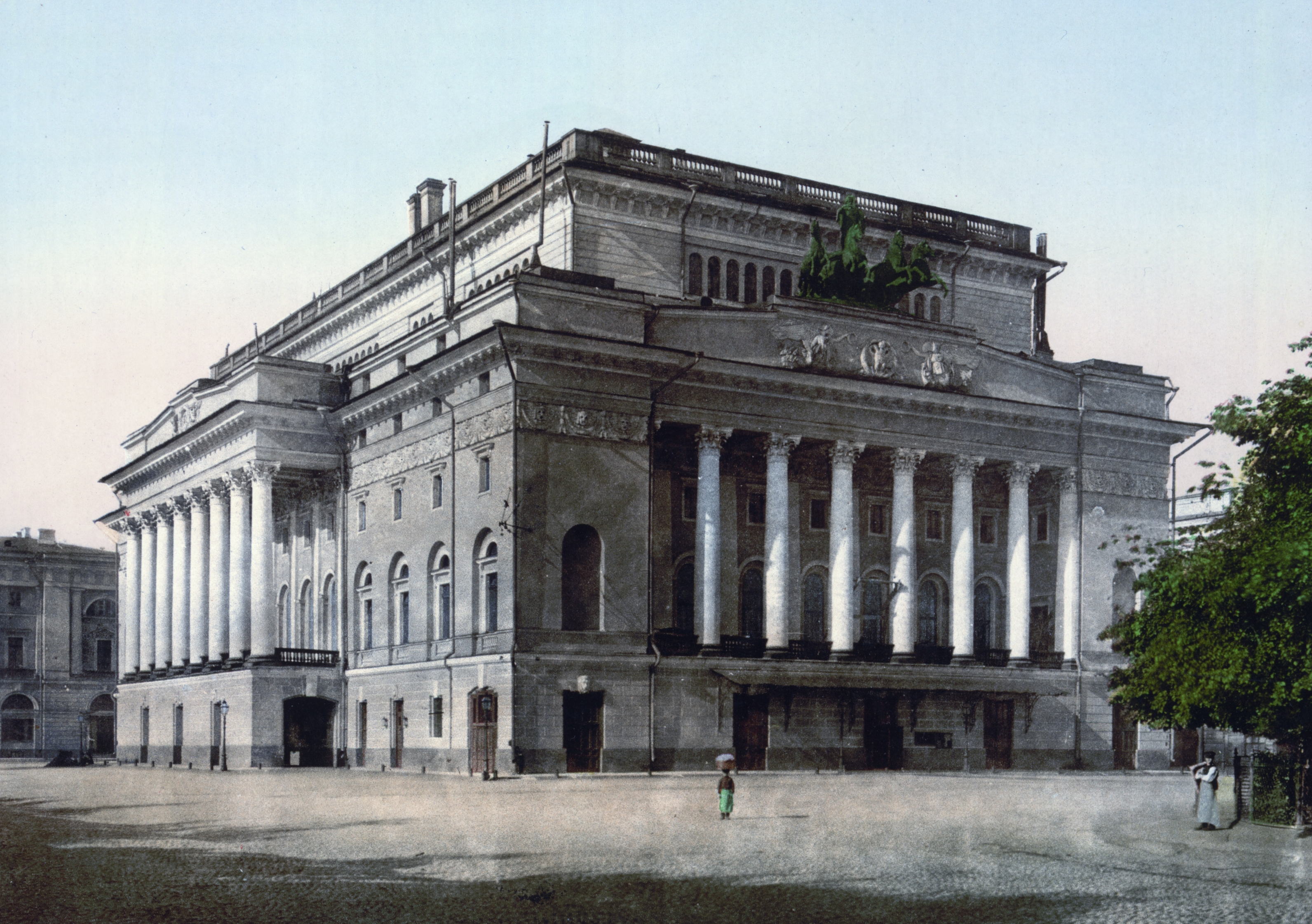
Alexandrinskitheater, Sint-Petersburg
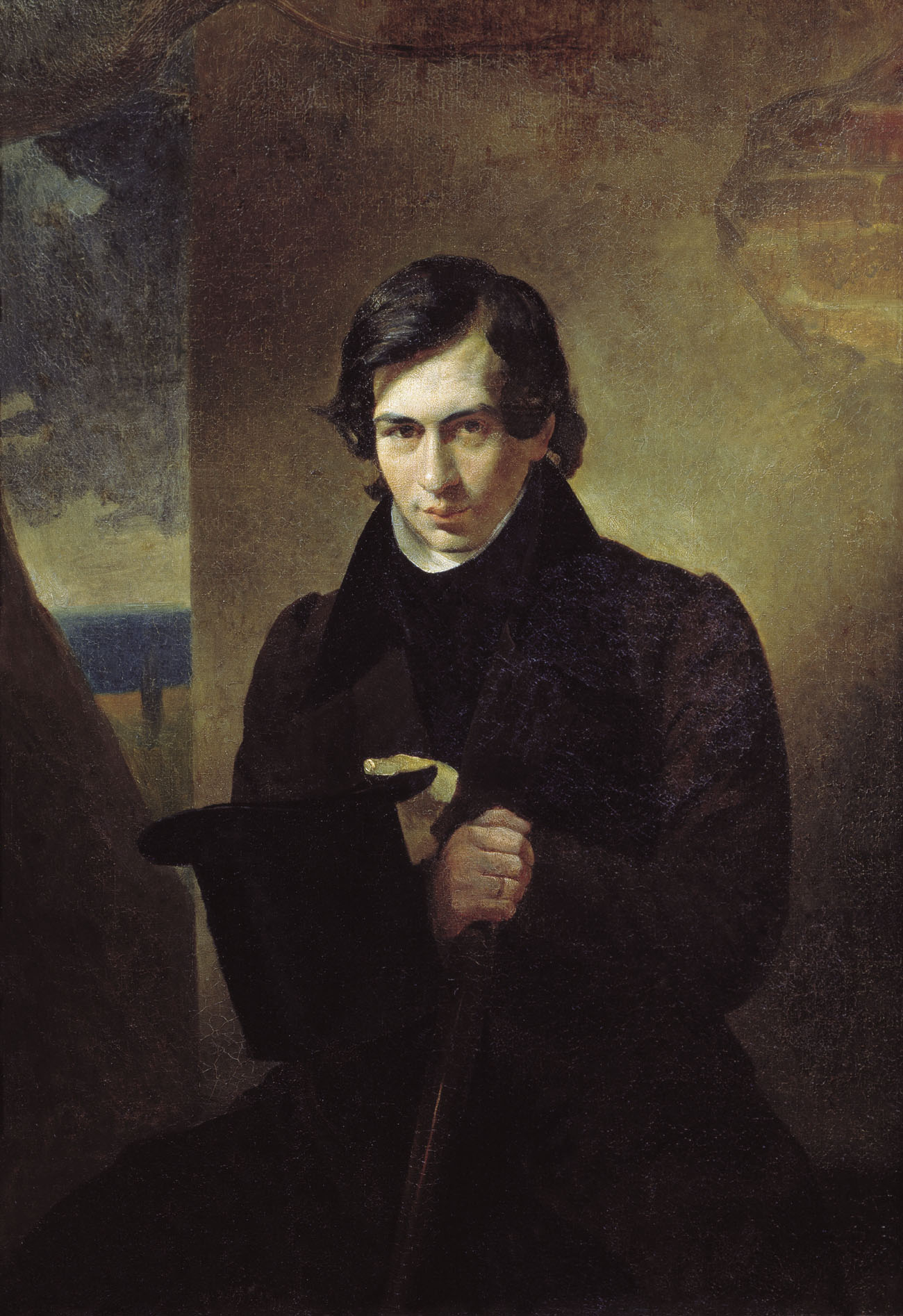
Nestor Kukolnik
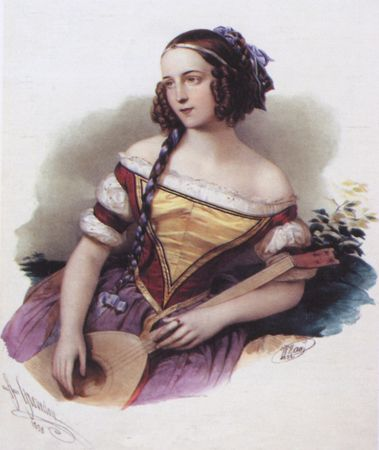
Varvara Asenkova
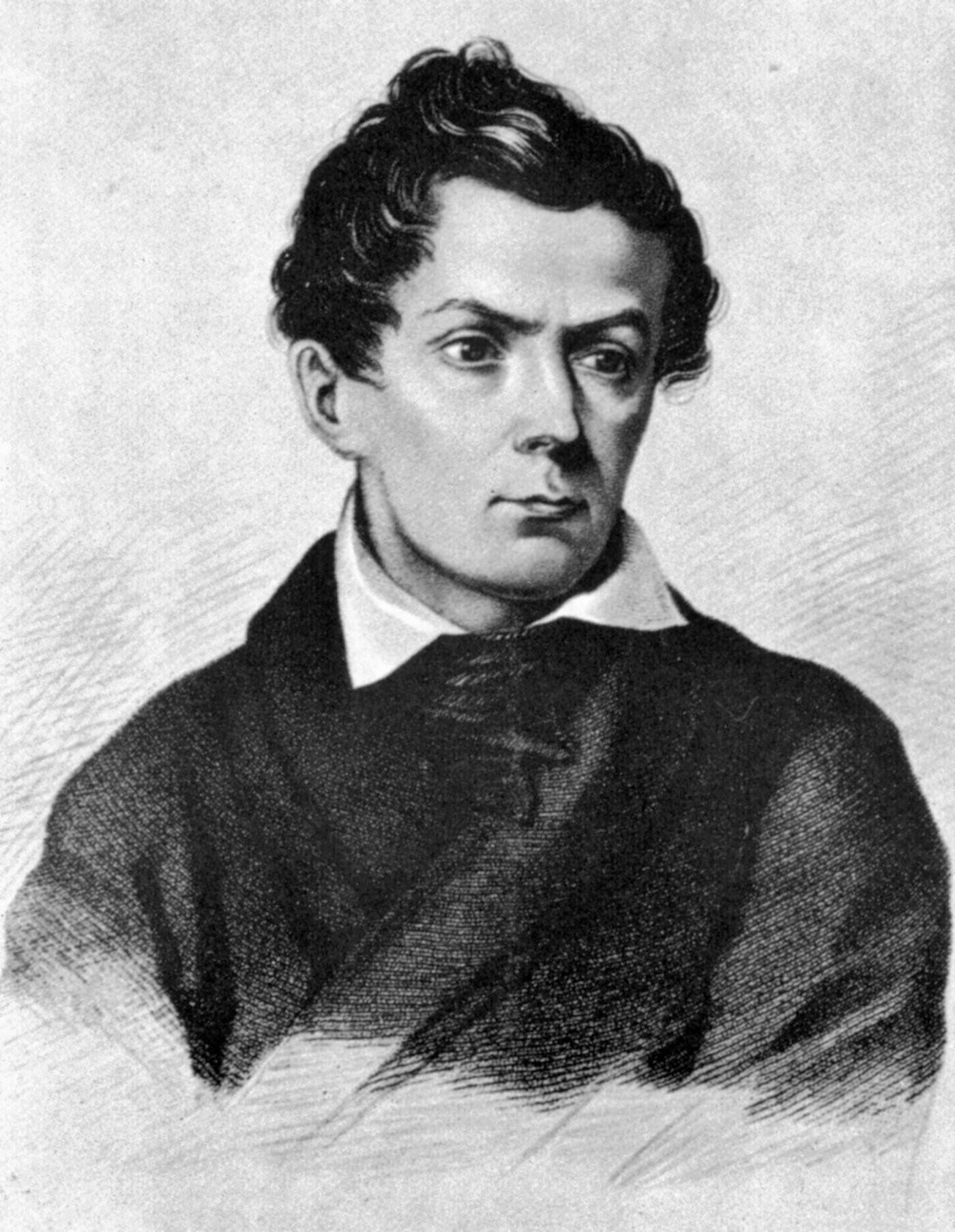
Nikolai Polevoi
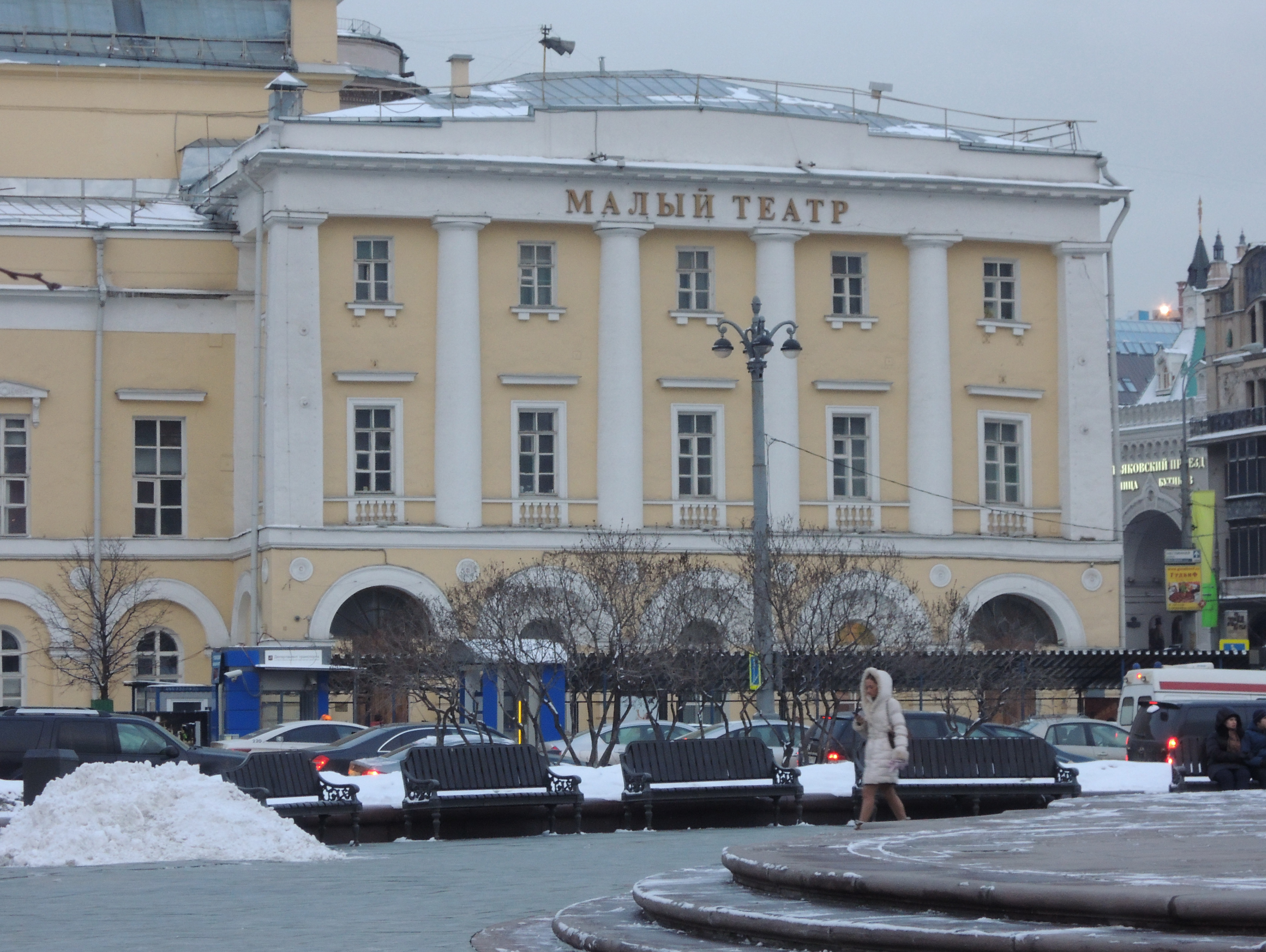
Maly Theater, Moskou

## Verenigde Staten
Vaudeville werd eind 19e eeuw in New York geïntroduceerd. Het publiek bestond voornamelijk uit het toenmalige proletariaat. 
Om het een enigszins nette connotatie te geven, werd de term vaudeville gebruikt. De verschillende, vaak komische, acts werden na elkaar gespeeld en als één show gebracht.
Op vaudeville werd vanwege het "ordinaire" karakter altijd een beetje neergekeken, en tegenwoordig is het als theatervorm bijna geheel verdwenen.

### Bekende beoefenaars
Het Amerikaanse vaudeville-circuit heeft befaamde komieken als Charlie Chaplin, Buster Keaton, Mae West, The Marx Brothers, The Three Stooges, W.C. Fields en George Burns voortgebracht. Ook Fred Astaire begon samen met zijn zus Adele Astaire zijn carrière in vaudeville. Componist Chris Smith was tevens vaudeville-artiest.

## Opera
De kenmerkende rondzang van de vaudeville werd in de 18e eeuw als slotzang geïntegreerd in de opéra comique en in het Singspiel (bijvoorbeeld Die Entführung aus dem Serail van Mozart).

## Herkomst van het woord
De herkomst van het woord vaudeville is onbekend.
Als mogelijkheden worden geopperd:
- Een verbastering van het Franse voix de ville, wat "stem van de stad" betekent.
- Een verbastering van vaudevire. In de 15e eeuw ontstond in de Normandische stad Vire een traditie van satirische drinkliederen waarvan vooral de liederen van de dichter Olivier Basselin in heel Frankrijk populair werden. Ze stonden bekend als chansons de Vau de Vire ("liederen uit de Vire-vallei"), of kortweg vaudevire, wat uitgroeide tot een algemene benaming voor het satirische lied.

## Afbeeldingen

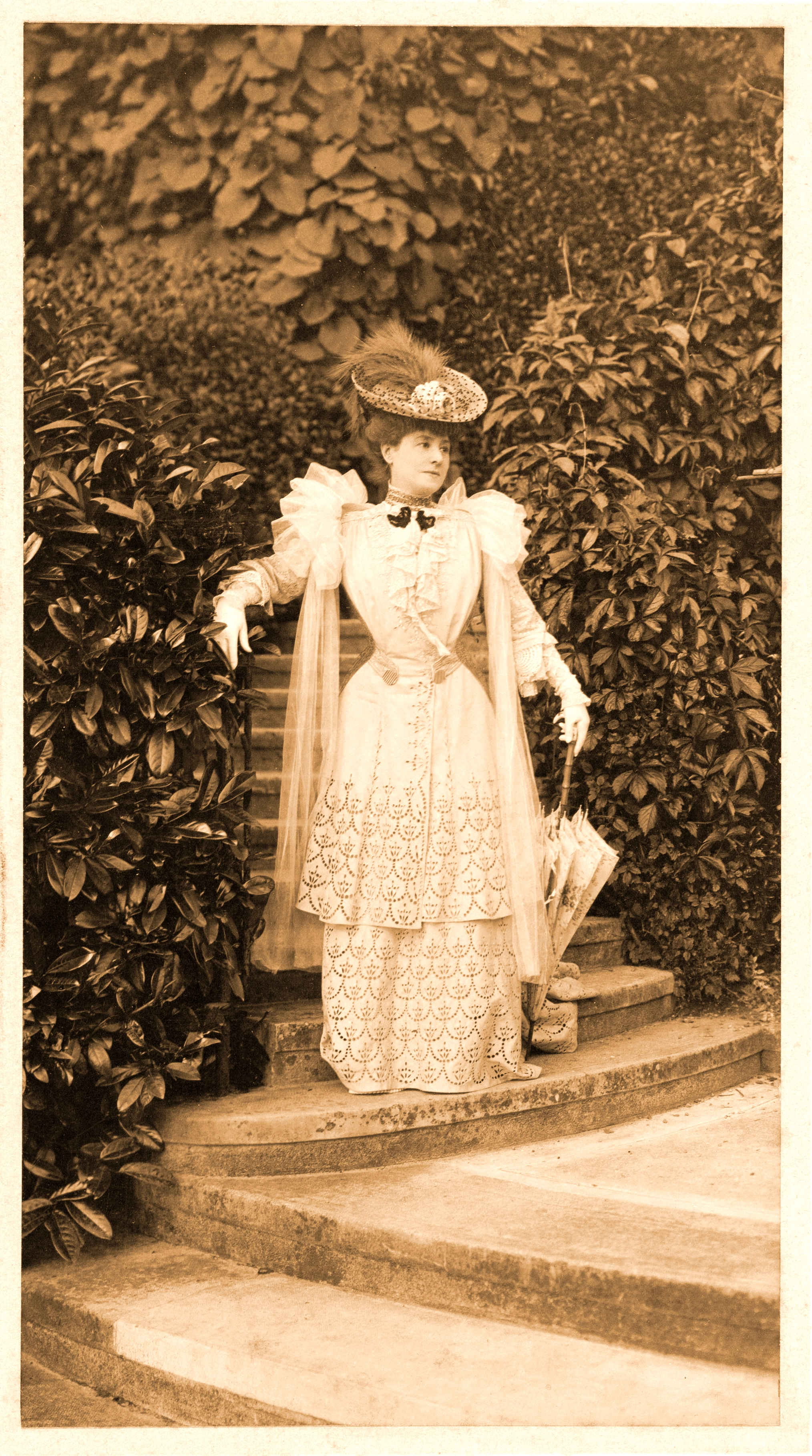
Julia Bartet
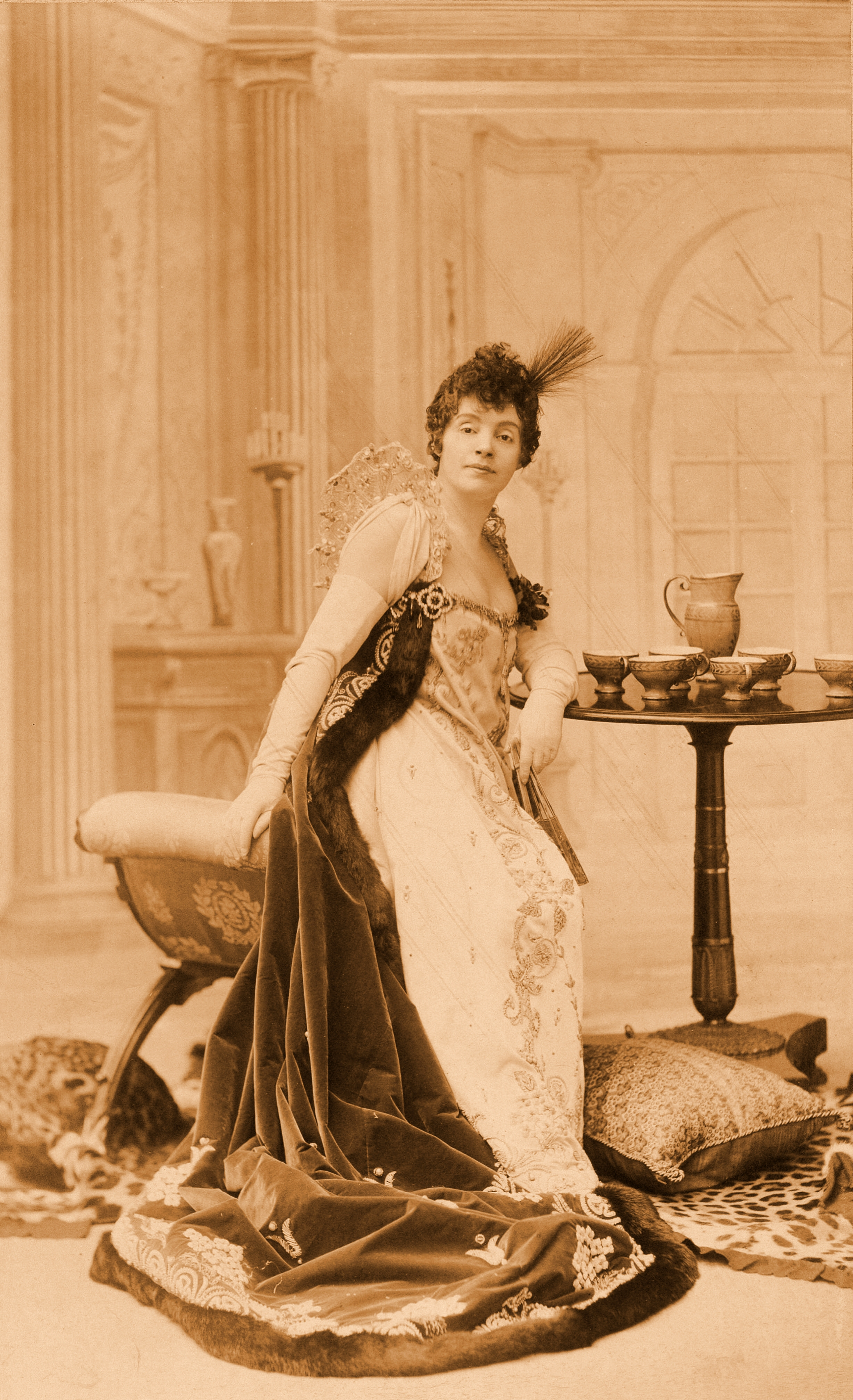
Réjane, Madame sans gêne
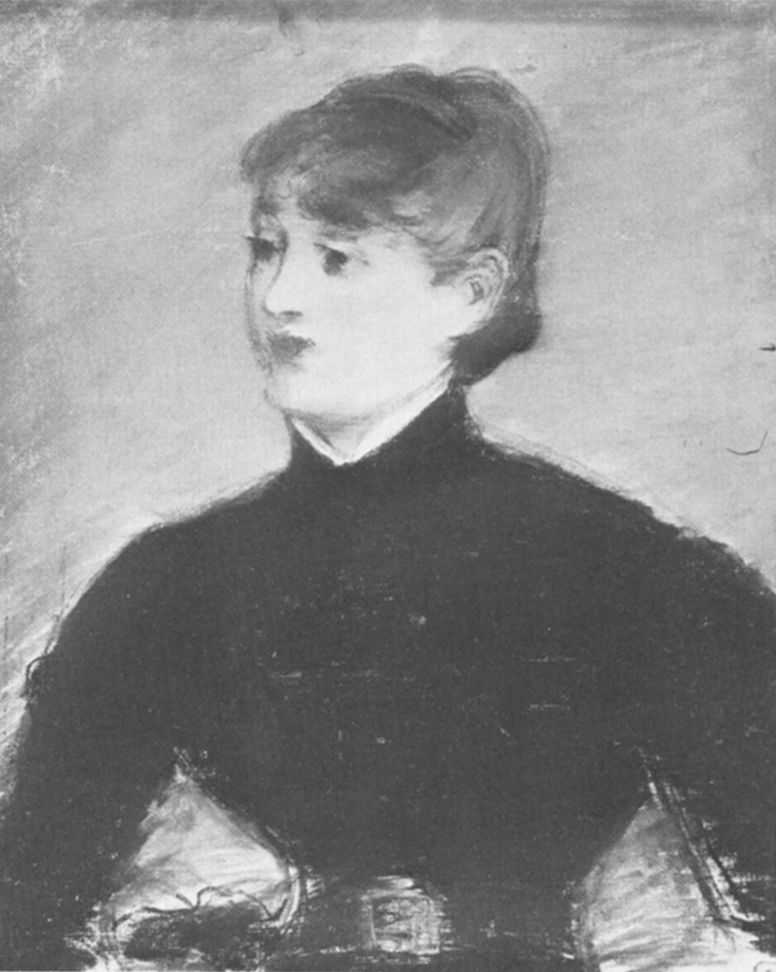
Édouard Manet - Léontine Massin
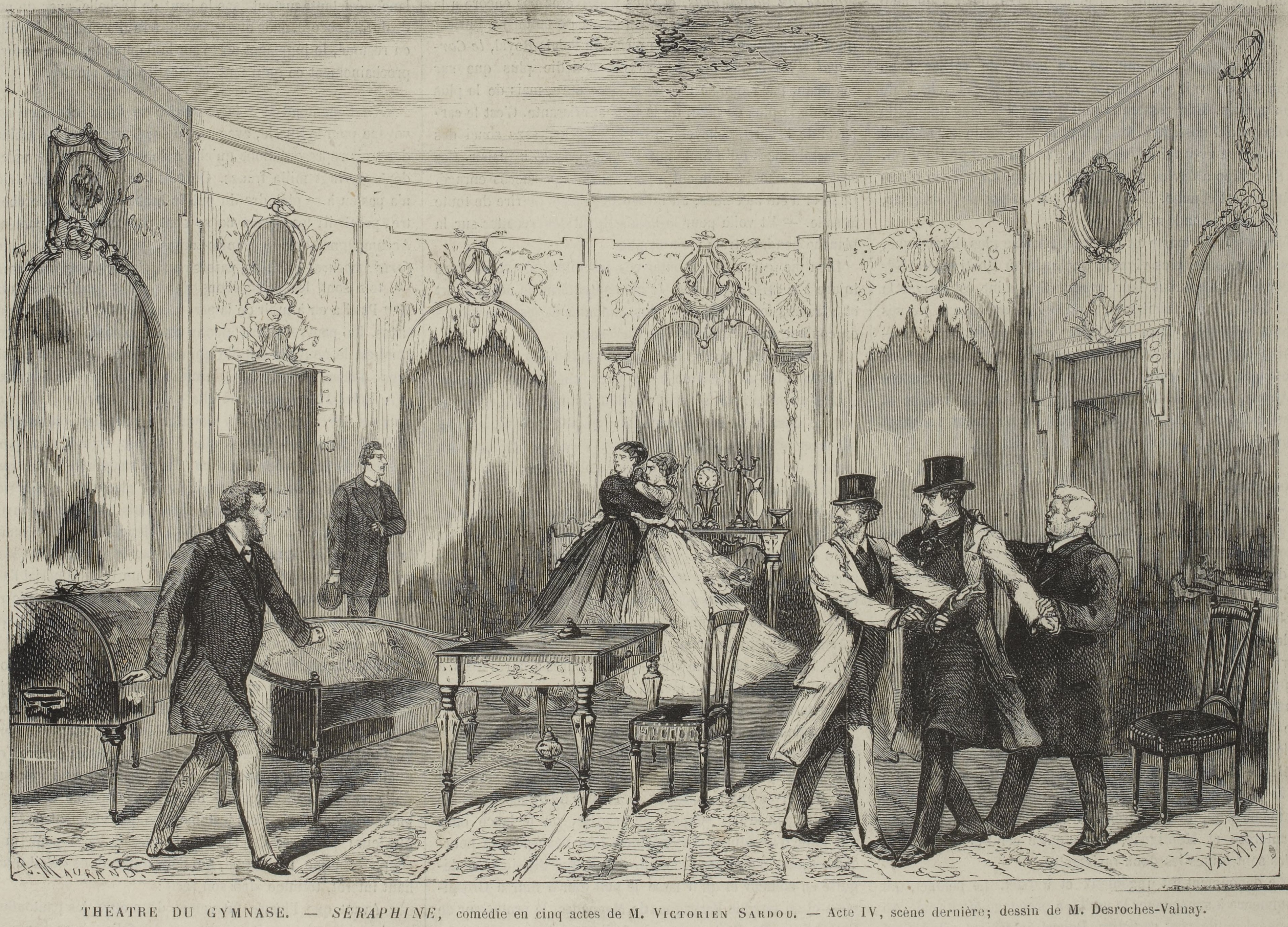
Seraphine

## Wetenswaardigheden
Jean-Jacques Rousseau schrijft in zijn werk Les Confessions over zijn vriend Jonville die een zeer complete verzameling bezit van alle vaudevilles van het hof en van Parijs, meer dan vijftig jaar met veel anekdotes die elders niet te vinden zijn. Hij concludeerde Dit zijn herinneringen aan de geschiedenis van Frankrijk, die we nauwelijks kennen en geen enkel ander land heeft.